# 이화선
이화선(본래 1980년 2월 29일 ~ )은 대한민국의 모델이자 배우, 카레이서이다.

## 생에 및 경력
- 서울에서 경찰관의 딸로 태어나 숙명여자대학교 경제학과를 졸업하였다.[1]
- 2000년 한국슈퍼모델대회 프리지아상을 수상하였으며, 2012년부터 그림 활동으로 작가로서도 도전장을 내밀었다.
- 2003년 우리말 겨루기 진행 했다.
- 2004년부터 카레이싱을 시작하여 2009년 CJ 오 슈퍼레이스 챔피언십을 통해 프로경기에 데뷔하였다.
- 소속 레이싱팀은 팀코리아익스프레스 레이싱팀이다.
- 2009년 CJ 오 슈퍼레이스 챔피언십 1600 클래스에서 2위, 2016년 CJ대한통운 슈퍼레이스 챔피언십 GT-4클래스에서 3위를 차지하였다.
- 슈퍼모델 출신 동료들과 함께 비영리 단체인 아름회를 통해 적극적인 사회기부 봉사활동을 펼치고 있으며, 2016년 기준으로 아름회에서 부회장직을 역임하고 있다.

## 출연 작품

### 드라마
| 연도   | 방송사 | 제목                | 역할        | 비고     |
| ------ | ------ | ------------------- | ----------- | -------- |
| 2000년 | SBS    | 골뱅이              |             |          |
| 2001년 | KBS2   | 쌍둥이네            |             |          |
| 2002년 | KBS2   | 여자는 왜?          |             |          |
| 2002년 | KBS2   | 언제나 두근두근     |             |          |
| 2004년 | MBC    | 조선에서 왔소이다   |             |          |
| 2009   | tvN    | 세남자 2009         |             |          |
| 2018   | SBS    | 강남 스캔들         | 윤정초 과장 |          |
| 2019   | MBC    | 모두 다 쿵따리      | 최면 전문의 | 우정출연 |
| 2019   | seezn  | 이런 게놈의 로맨스  | 김 본부장   |          |
| 2020   | MBC    | 내가 가장 예뻤을 때 | 이서안      |          |

### 영화
| 연도 | 제목               | 역할        | 비고     |
| ---- | ------------------ | ----------- | -------- |
| 2005 | 미스터 주부 퀴즈왕 | 토크쇼 패널 | 우정출연 |
| 2006 | Mr. 로빈 꼬시기    | 미화        | 우정출연 |
| 2007 | 색즉시공 시즌 2    | 영채        |          |
| 2009 | 결혼식 후에        | 박혜령      |          |

## 경력

### 카레이싱
- 2004년 알스타즈 레이싱팀 입단

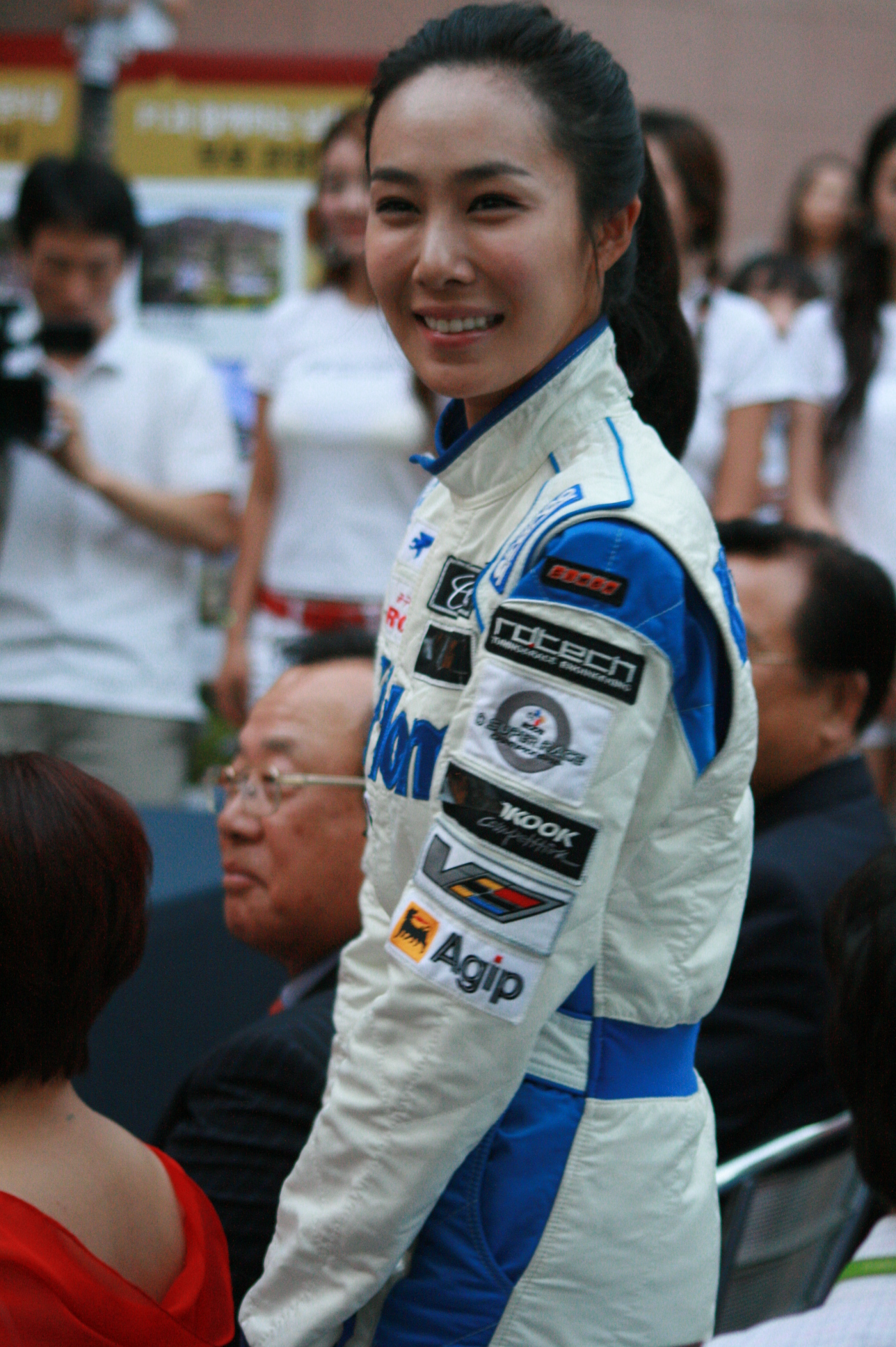

- 2004년 클릭 스피드 페스티벌 RD부문 5전 1위
- 2005년 클릭 스피드 페스티벌 RD부문 종합성적 3위
  - 2005년 클릭 스피드 페스티벌 RD부문 1전 2위
  - 2005년 클릭 스피드 페스티벌 RD부문 2전 우승
  - 2005년 클릭 스피드 페스티벌 RD부문 4전 2위
  - 2005년 클릭 스피드 페스티벌 RD부문 5전 우승
- 2007년 클릭 스피드 페스티벌 챌린지 영클래스 1전 우승
- 2009년 CJ 오 슈퍼레이스 챔피언십 1600클래스 종합성적 4위
  - 2009년 KTdom 레이싱팀 입단
  - 2009년 CJ 오 슈퍼레이스 챔피언십 1600클래스 5전 2위
- 2010년 CJ 오 슈퍼레이스 챔피언십 넥센N9000클래스 종합성적 10위
- 2011년 티빙닷컴 슈퍼레이스 챔피언십 넥센N9000클래스 종합성적 10위
- 2011년 한국모터스포츠어워드 헤드그렌 인기상 수상[2]
- 2012년 헬로모바일 슈퍼레이스 챔피언십 넥센N9000클래스 종합 15위
  - 2012년 CJ레이싱팀 입단
- 2013년 헬로비전 슈퍼레이스 챔피언십 넥센N9000클래스 종합 17위
- 2014년 CJ헬로모바일 슈퍼레이스 챔피언십 슈퍼1600클래스 종합 23위
- 2015년 CJ헬로모바일 슈퍼레이스 챔피언십 슈퍼1600클래스 종합 23위
- 2016년 CJ대한통운 슈퍼레이스 챔피언십 GT-4클래스 종합 2위
  - 2016년 팀코리아익스프레스 레이싱팀 입단
- 2017년 CJ대한통운 슈퍼레이스 챔피언십 GT-4클래스 종합 3위

## 기타 사항
- 2012년 4월 30일 서울강동경찰서로부터 학교폭력 예방 홍보대사로 위촉받았다.[3]
- 가수 이효리와 고등학교 동창이며, 같은 반에서 생활한 바 있다.[1]